# FK Sloga Bajina Bašta
Sloga Bajina Bašta, serb: Слога Бајина Башта – serbski klub piłkarski z miasta Bajina Bašta, utworzony w 1940 roku. Obecnie występuje w Srpska Liga Zapad.